# Wanda Hendrix
Wanda Hendrix (Jacksonville, 3 de novembro de 1928 - Burbank, 1 de fevereiro de 1981) foi uma atriz estadunidense. Ela começou a carreira de atriz quando criança e se mudou para Hollywood aos 16 anos, seu primeiro filme foi Quando os Destinos Se Cruzam, com Charles Boyer.
Seu casamento com o ator e herói da Segunda Guerra Mundial Audie Murphy terminou em divórcio e foi muito noticiado na imprensa.

## Filmografia parcial
- Confidential Agent (1945) ...Else
- Nora Prentiss (1947) ...Bonita Talbot
- Welcome Stranger (1947) ...Emily Walters
- Hollywood Wonderland (1947 curta-metragem) ...Tour Guide (sem créditos)
- Variety Girl (1947) (sem créditos)
- Ride the Pink Horse (1947) ...Pila
- My Own True Love (1948) ...Sheila Heath
- Miss Tatlock's Millions (1948) ...Nan Tatlock
- Song of Surrender (1949) ...Abigail Hunt
- Prince of Foxes (1949) ...Camilla
- Captain Carey, U.S.A. (1950) ...Giulia [de Cresci] de Greffi
- Sierra (1950) ...Riley Martin
- The Admiral Was a Lady (1950) ...Jean Madison
- Saddle Tramp (1950) ...Della
- The Highwayman (1951) ...Bess Forsythe
- My Outlaw Brother (1951) ...Señorita Carmelita Alvarado
- Montana Territory (1952) ...Clair Enoch
- South of Algiers (1953) ...Anne Burnet
- The Last Posse (1953) ...Deborah Morley
- Sea of Lost Ships (1954) ...Pat Kirby
- Highway Dragnet (1954) ...Susan
- The Black Dakotas (1954) ...Ruth Lawrence
- The Boy Who Caught a Crook (1961) ...Laura
- Johnny Cool (1963) ...Miss Connolly
- Stage to Thunder Rock (1964) ...Mrs. Swope
- The Oval Portrait (1972) ...Lisa Buckingham